# 屏山毛蕨
屏山毛蕨（学名：Cyclosorus pingshanensis），为金星蕨科毛蕨属下的一个植物种。